# Pascal Renier
Pascal Renier (Waremme, 1971. augusztus 3. – ) belga válogatott labdarúgó.

## Pályafutása

### Klubcsapatban
Pályafutása során megfordult az RFC Liège, a Club Brugge, a Standard Liège, a Troyes, a Mouscron, a Westerlo és a Zulte-Waregem csapataiban. 1992 és 1998 között a Brugge színeiben kétszeres bajnok és kupagyőztes.

### A válogatottban
1994 és 1996 között 13 alkalommal szerepelt a belga válogatottban. Részt vett az 1994-es világbajnokságon.

## Sikerei
Club Brugge
- Belga bajnok (2): 1995–96, 1996–98
- Belga kupa (2): 1994–95, 1995–96
- Belga szuperkupa (2): 1992, 1994

Troyes
- Intertotó-kupa (1): 2001